# Heliconia

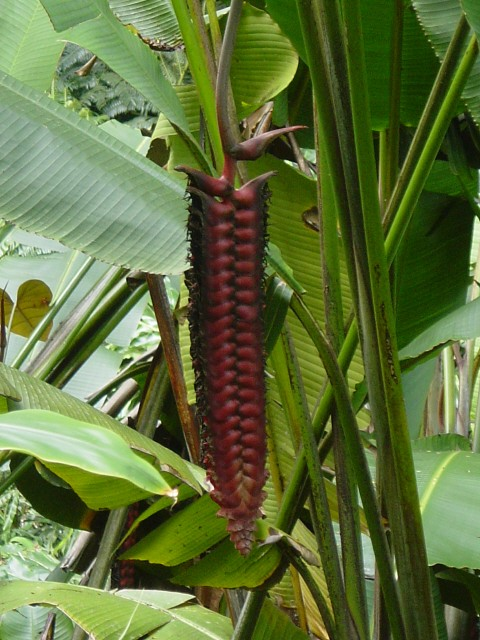
Inflorescență de Heliconia mariae

Heliconia este un gen de plante cu flori din familia Heliconiaceae. Majoritatea speciilor sunt native în zona tropicală a Americii, dar câteva sunt indigene în unele insule din Pacificul de Vest și provincia Maluku din Indonezia.

## Specii
Specii acceptate de Kew Botanic Gardens:
1. Heliconia abaloi - Columbia
2. Heliconia acuminata - America de Sud
3. Heliconia adflexa - S Mexic, Guatemala, Honduras
4. Heliconia aemygdiana - America de Sud
5. Heliconia albicosta - Costa Rica
6. Heliconia angelica - Ecuador
7. Heliconia angusta - SE Brazilia
8. Heliconia apparicioi - Ecuador, Peru, NW Brazilia
9. Heliconia arrecta - Columbia
10. Heliconia atratensis - Columbia
11. Heliconia atropurpurea - Columbia, Panama, Costa Rica
12. Heliconia aurantiaca - S Mexic, America Centrală
13. Heliconia auriculata - Bahia
14. Heliconia badilloi - Columbia
15. Heliconia barryana - Chiriquí
16. Heliconia beckneri - Costa Rica
17. Heliconia bella - Panama
18. Heliconia berriziana - Columbia
19. Heliconia berryi - Napo
20. Heliconia bihai - West Indies, N America de Sud
21. Heliconia bourgaeana - S Mexic, America Centrală
22. Heliconia brachyantha - Panama, Columbia, Venezuela
23. Heliconia brenneri - Ecuador
24. Heliconia burleana - Columbia, Ecuador, Peru
25. Heliconia caltheaphylla - Costa Rica
26. Heliconia caquetensis  - Columbia
27. Heliconia carajaensis - Pará
28. Heliconia caribaea - West Indies
29. Heliconia carmelae  - Columbia
30. Heliconia chartacea - N America de Sud
31. Heliconia chrysocraspeda  - Columbia
32. Heliconia clinophila - Costa Rica, Panama
33. Heliconia colgantea - Costa Rica, Panama
34. Heliconia collinsiana - S Mexic, America Centrală
35. Heliconia combinata - Columbia
36. Heliconia cordata - Columbia, Ecuador
37. Heliconia crassa - Guatemala
38. Heliconia cristata - Panama
39. Heliconia cucullata - Costa Rica, Panama
40. Heliconia curtispatha - Columbia, Ecuador, America Centrală
41. Heliconia danielsiana - Costa Rica, Panama
42. Heliconia darienensis - Columbia, Panama
43. Heliconia dasyantha - Suriname, French Guiana
44. Heliconia densiflora - Trinidad, N America de Sud
45. Heliconia dielsiana - NW America de Sud
46. Heliconia donstonea - Columbia, Ecuador
47. Heliconia episcopalis - America de Sud
48. Heliconia estherae - Columbia
49. Heliconia estiletioides - Columbia
50. Heliconia excelsa - Napo
51. Heliconia farinosa - SE Brazilia, NE Argentina
52. Heliconia faunorum - Panama
53. Heliconia fernandezii - Antioquia
54. Heliconia × flabellata - Ecuador
55. Heliconia foreroi - Columbia
56. Heliconia fragilis - Columbia
57. Heliconia fredberryana - Imbabura
58. Heliconia fugax - Peru
59. Heliconia gaiboriana - Los Ríos
60. Heliconia gigantea - Columbia
61. Heliconia gloriosa - Peru
62. Heliconia gracilis - Costa Rica
63. Heliconia griggsiana - Columbia, Ecuador
64. Heliconia harlingii - Ecuador
65. Heliconia hirsuta - America Centrală + de Sud, Trinidad
66. Heliconia holmquistiana - Columbia
67. Heliconia huilensis - Columbia
68. Heliconia ignescens - Costa Rica, Panama
69. Heliconia imbricata - Costa Rica, Panama, Columbia
70. Heliconia impudica - Ecuador
71. Heliconia indica - Papuasia, Maluku
72. Heliconia intermedia - Columbia
73. Heliconia irrasa - Costa Rica, Panama, Nicaragua
74. Heliconia julianii - N America de Sud
75. Heliconia juruana - Ecuador, Peru, NW Brazilia
76. Heliconia kautzkiana - Espírito Santo
77. Heliconia lanata - Solomon Islands
78. Heliconia lankesteri  - Costa Rica, Panama
79. Heliconia lasiorachis - Columbia, Peru, NW Brazilia
80. Heliconia latispatha -  din S Mexicului până în Peru
81. Heliconia laufao - Samoa
82. Heliconia laxa - Columbia
83. Heliconia lentiginosa - Antioquia
84. Heliconia librata - S Mexic, America Centrală
85. Heliconia lingulata - Peru, Bolivia
86. Heliconia litana - Imbabura
87. Heliconia longiflora  - Columbia, Ecuador, America Centrală
88. Heliconia longissima - Columbia
89. Heliconia lophocarpa - Costa Rica, Panama
90. Heliconia lourteigiae - America de Sud
91. Heliconia lozanoi - Columbia
92. Heliconia luciae - B Amazonas
93. Heliconia lutea - Panama
94. Heliconia luteoviridis - Columbia
95. Heliconia lutheri - Ecuador
96. Heliconia maculata - Panama
97. Heliconia magnifica - Panama
98. Heliconia × mantenensis  - Minas Gerais
99. Heliconia marginata  - N America de Sud, S America Centrală
100. Heliconia mariae - NW America de Sud, America Centrală
101. Heliconia markiana - Ecuador
102. Heliconia marthiasiae - S Mexic, America Centrală
103. Heliconia meridensis - Columbia, Venezuela
104. Heliconia metallica - N America de Sud, America Centrală
105. Heliconia monteverdensis - Costa Rica
106. Heliconia mooreana - Guerrero
107. Heliconia mucilagina  - Columbia
108. Heliconia mucronata - Venezuela, NW Brazilia
109. Heliconia mutisiana - Columbia
110. Heliconia nariniensis - Columbia, Ecuador
111. Heliconia necrobracteata - Panama
112. Heliconia × nickeriensis - Suriname, French Guiana
113. Heliconia nigripraefixa - Columbia, Ecuador, Panama
114. Heliconia nitida - Columbia
115. Heliconia nubigena - Costa Rica, Panama
116. Heliconia nutans - Costa Rica, Panama
117. Heliconia obscura  - Ecuador, Peru
118. Heliconia obscuroides - Columbia, Ecuador, Peru
119. Heliconia oleosa - Columbia
120. Heliconia ortotricha - Columbia, Ecuador, Peru
121. Heliconia osaensis  - Columbia, America Centrală
122. Heliconia paka - Fiji
123. Heliconia paludigena - Ecuador
124. Heliconia papuana - Noua Guinee
125. Heliconia pardoi - Ecuador
126. Heliconia pastazae - Ecuador
127. Heliconia peckenpaughii - Napo
128. Heliconia pendula - Guiana, Fr Guiana, NE Brazilia
129. Heliconia penduloides - Peru
130. Heliconia peteriana - Ecuador
131. Heliconia × plagiotropa - Ecuador
132. Heliconia platystachys - NW America de Sud, S America Centrală
133. Heliconia pogonantha - NW America de Sud, S America Centrală
134. Heliconia pruinosa - Peru
135. Heliconia pseudoaemygdiana - Rio de Janeiro
136. Heliconia psittacorum - N America de Sud, Panama, Trinidad
137. Heliconia ramonensis - Costa Rica, Panama
138. Heliconia × rauliniana - Venezuela
139. Heliconia regalis - Columbia, Ecuador
140. Heliconia reptans - Columbia
141. Heliconia reticulata - NW America de Sud, S America Centrală
142. Heliconia revoluta - Columbia, Venezuela, NW Brazilia
143. Heliconia rhodantha - Columbia
144. Heliconia richardiana - NE America de Sud
145. Heliconia rigida - Columbia
146. Heliconia riopalenquensis - Ecuador
147. Heliconia rivularis - São Paulo
148. Heliconia robertoi - Columbia
149. Heliconia robusta - Peru, Bolivia
150. Heliconia rodriguensis - Venezuela
151. Heliconia rodriguezii - Costa Rica
152. Heliconia rostrata - Columbia, Ecuador, Peru, Bolivia
153. Heliconia samperiana - Columbia
154. Heliconia sanctae-martae - Sierra Nevada de Santa Marta
155. Heliconia sanctae-theresae - Antioquia
156. Heliconia santaremensis - Pará
157. Heliconia sarapiquensis - Costa Rica, Panama
158. Heliconia scarlatina - Columbia, Panama, Peru
159. Heliconia schiedeana - Mexic
160. Heliconia schumanniana - Columbia, Ecuador, Peru, N Brazilia
161. Heliconia sclerotricha - Ecuador
162. Heliconia secunda - Costa Rica, Nicaragua
163. Heliconia sessilis - Panama
164. Heliconia signa-hispanica - Columbia
165. Heliconia solomonensis - Solomon Islands, Bismarck Archipelago
166. Heliconia spathocircinata - America de Sud, Panama, Trinidad
167. Heliconia spiralis - Columbia
168. Heliconia spissa - S Mexic, America Centrală
169. Heliconia standleyi - Ecuador, Peru
170. Heliconia stella-maris  - Columbia
171. Heliconia stilesii - Costa Rica, Panama
172. Heliconia stricta - N America de Sud
173. Heliconia subulata - America de Sud
174. Heliconia tacarcunae - Panama
175. Heliconia talamancana - Costa Rica, Panama
176. Heliconia tandayapensis - Ecuador
177. Heliconia tenebrosa - Columbia, NE Peru, NW Brazilia
178. Heliconia terciopela - Columbia
179. Heliconia thomasiana - Panama
180. Heliconia timothei - NE Peru, NW Brazilia
181. Heliconia titanum - Columbia
182. Heliconia tortuosa - S Mexic, America Centrală
183. Heliconia trichocarpa - Costa Rica, Panama, Columbia
184. Heliconia tridentata - Columbia
185. Heliconia triflora - B Amazonas
186. Heliconia umbrophila - Costa Rica
187. Heliconia uxpanapensis - Veracruz
188. Heliconia vaginalis - Costa Rica, Panama, Columbia, Ecuador
189. Heliconia vellerigera - Ecuador, Peru
190. Heliconia velutina - Columbia, Ecuador, Peru, NW Brazilia
191. Heliconia venusta - Columbia, Ecuador
192. Heliconia villosa - Venezuela
193. Heliconia virginalis - Ecuador
194. Heliconia wagneriana - America Centrală, N America de Sud, Trinidad
195. Heliconia willisiana - Pichincha
196. Heliconia wilsonii - Costa Rica, Panama
197. Heliconia xanthovillosa - Panama
198. Heliconia zebrina - Peru

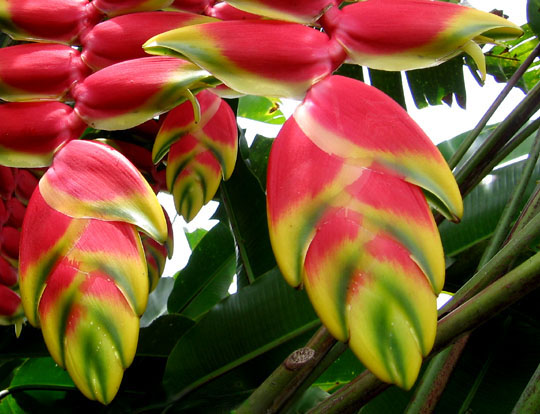
Heliconia rostrata, in a botanical garden, Costa Rica
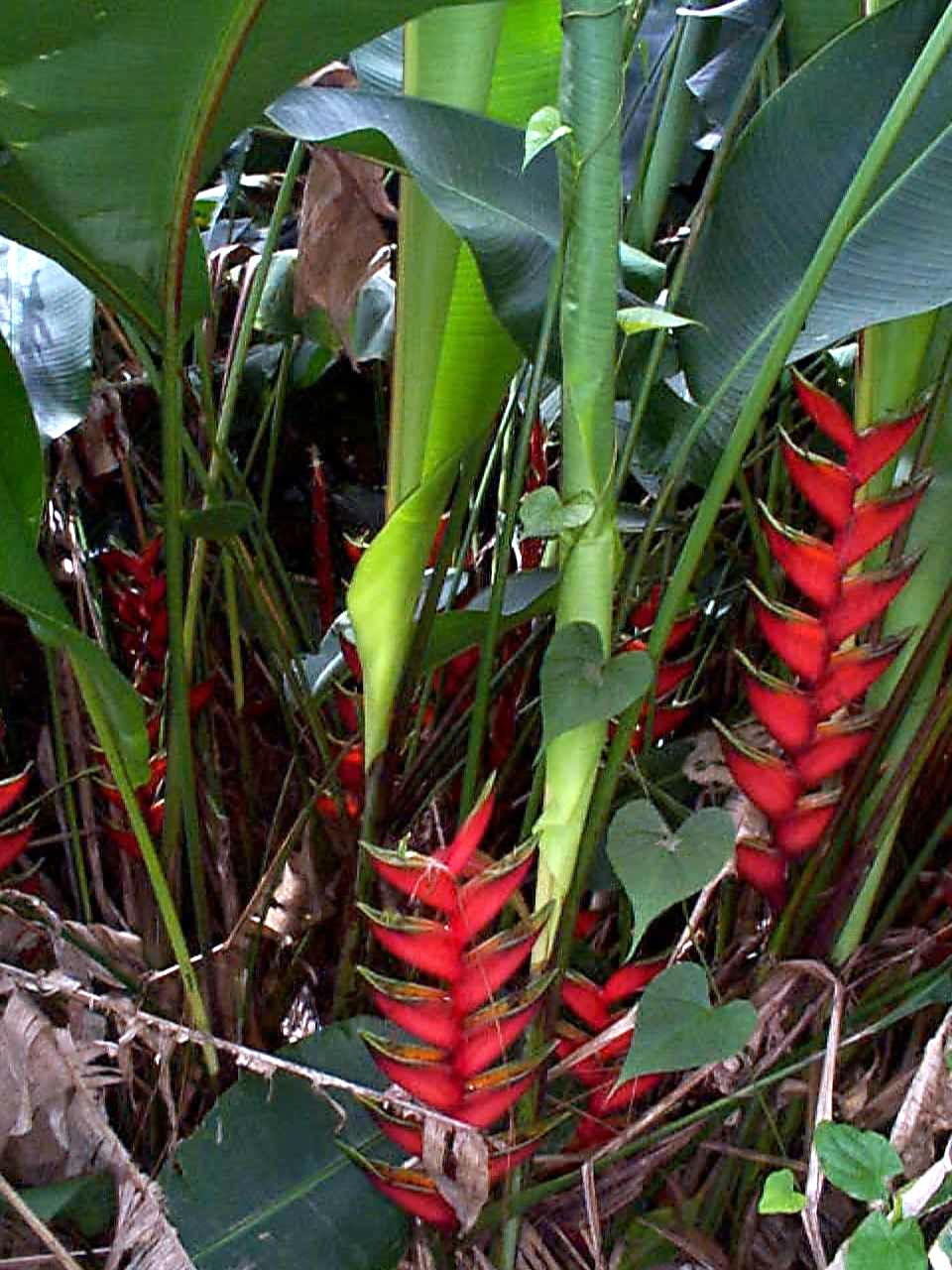
Heliconia sp. in tropical rain forest at Sierra del Escambray, Cuba
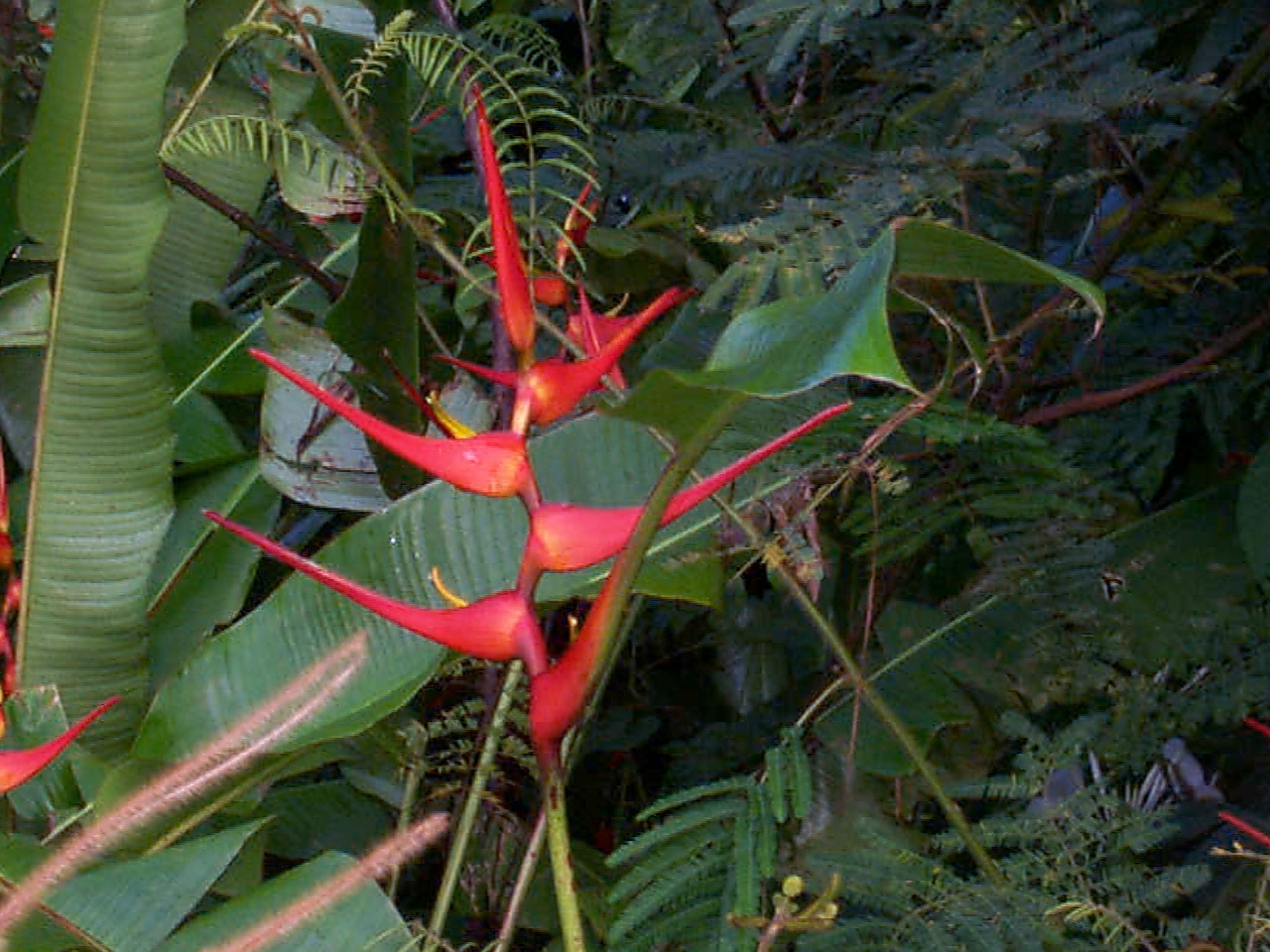
Heliconia sp. in tropical rain forest at Sierra del Escambray, Cuba
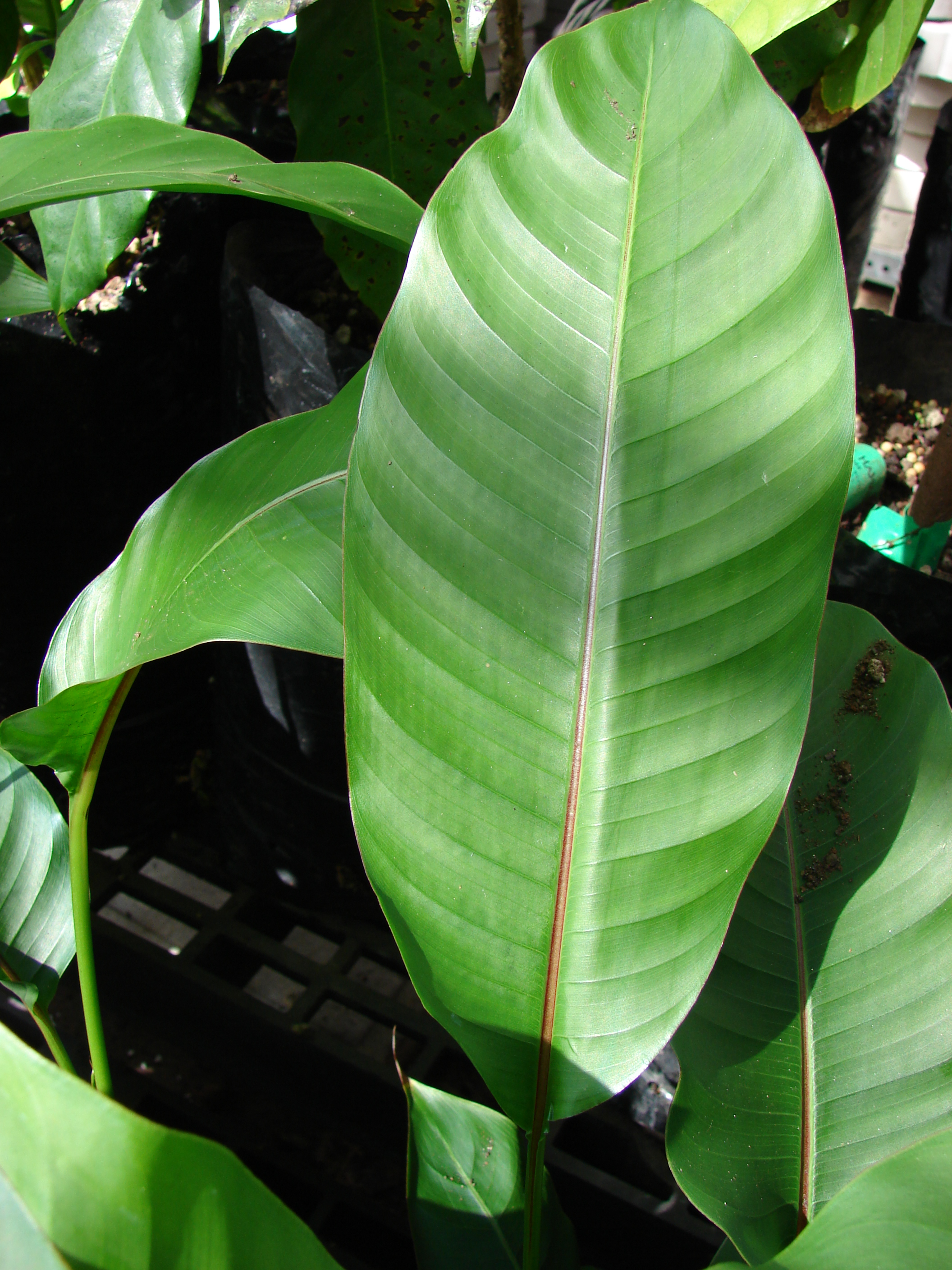
Heliconia stricta (Dwarf Jamaican leaf). Location: Maui, Kula Ace Hardware and Nursery